# Zhongli

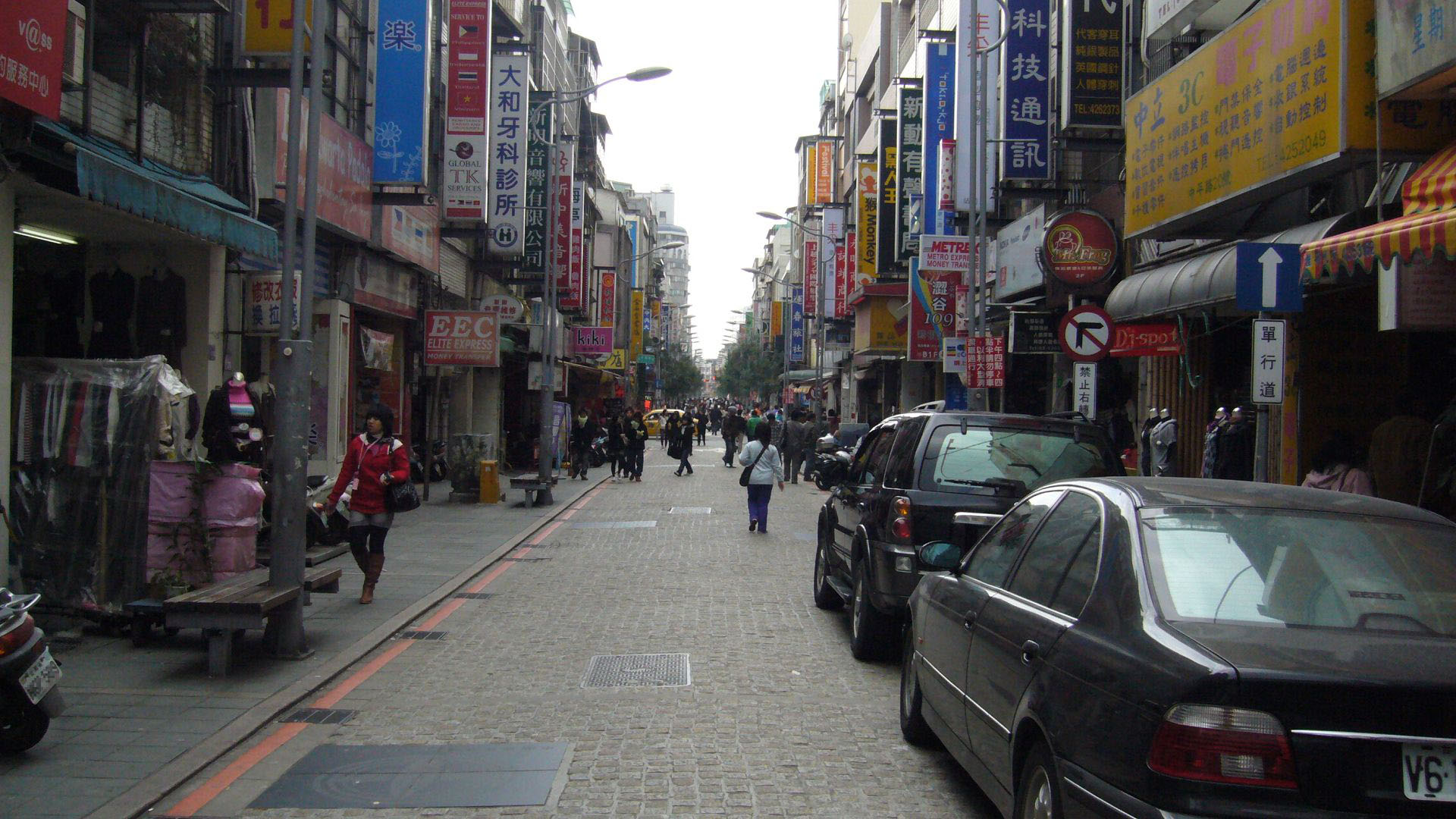
Fußgängerzone in Zhongli

Zhongli, auch Jhongli oder Chungli (chinesisch 中壢區, Pinyin Zhōnglì Qū, Tongyong Pinyin Jhōnglì Cyu, Pe̍h-ōe-jī Tiong-le̍k-khu), ist ein Bezirk der regierungsunmittelbaren Stadt Taoyuan in Taiwan mit über 384.000 Einwohnern (März 2015) und einer Fläche von 76,52 km².
Es wohnen hier vorwiegend Pendler, die in Taipeh, Neu-Taipeh und den umliegenden Gewerbeparks arbeiten. Dazu nutzen sie Züge der Hochgeschwindigkeitsbahn HSR, deren Station Taoyuan sich in Zhongli befindet, oder die angrenzende Autobahn 1 per Bus oder Auto. Ganz in der Nähe liegt der große Flughafen Taipeh-Taiwan Taoyuan.
In Zhongli gibt es 3 Universitäten, die National-Central-Universität, die private Yuan-Ze-Universität und die ebenfalls private Chung-Yuan-Universität.